# Alexandre Herer
Alexandre Herer est un pianiste, claviériste de jazz français né à Le Chesnay en 1981. Il est un musicien reconnu de la scène jazz contemporaine, qui compose également pour l'image.

## Biographie
Après des études de piano classique et jazz au Conservatoire d'Issy les Moulineaux, puis au Conservatoire à Rayonnement Départemental du Val Maubuée, Alexandre Herer s’installe à Paris. Il se consacre au développement de ses projets, à sa pratique instrumentale et à la composition. Il joue du piano, du clavier électrique et du Rhodes.  
Inspiré par les grands pianistes de jazz tels Thelonius Monk, Bill Evans, Keith Jarrett, ainsi que par des légendes de l’Histoire du jazz tels que John Coltrane ou Miles Davis, il est influencé par la vague rock des années 1990, incarnée par Sonic Youth ou Nirvana. Ouvert à la musique Pop rock expérimentale ainsi qu'aux musiques classique et contemporaine d'Olivier Messiaen, de Morton Feldman ou de John Adams, Alexandre Herer est un de ces musiciens contemporains qui fait la synthèse de ces influences, en produisant une musique différente, à forte composante jazz, tels que Jim Black, John Hollenbeck, Benoit Delbecq, Steve Coleman. Elle est souvent qualifiée de Jazz contemporain, de Free jazz ou de Musique expérimentale,. 
Alexandre Herer est à l’initiative de trois principaux projets pour lesquels il compose et assure la direction artistique :  OXYD, Alexandre Herer Trio, Phase 380, Onze Heures Onze Orchestra. 
En 2010, Alexandre Herer, Julien Pontvianne et Olivier Laisney fondent la structure de production et le label Onze Heures Onze.
Au sein de ses principales formations, ou en sideman, il se produit régulièrement sur les scènes jazz et en résidence artistique,,,.
Il joue et compose également pour la musique à l’image. On le retrouve en qualité de compositeur-interprète pour la bande originale du film  le Rêve du Plongeur d'Olivier Poisson, sorti en 2016. Il fait partie de la formation musicale de Giani Caserotto pour la bande originale du film Léanne marche dans la neige, de David Garnacho et Robin Plessy, sorti en 2011,. 
Alexandre Herer a collaboré avec de nombreux artistes d'envergure: Erik Truffaz, Yaron Herman, Elisabeth Kontomanou, Robin McKelle, Seun Kuti, Dimitri Naïditch, Eli Digibri, Manu Codja, Stéphane Payen, Gilles Coronado, Magic Malik, Alain Vankenhove, Louis Moutin, Michel Benita, Julien Lourau, Médéric Collignon, Yoni Zelnik, Malo Vallois, Janick Top, Thomas Grimmonprez, Jean Philippe Morel, Maxime Zampieri, Jean Luc Lehr, Denis Guivarc’h... 
En Septembre 2016, il part en Chine, avec OXYD, pour une tournée de sept dates, Plugged in Nirvana, afin de présenter l'album Long Now,,. En 2018, une nouvelle tournée en Chine, ainsi qu'une tournée en Inde, permettent de monter le répertoire du disque d'OXYD, The Lost Animals, paru en 2019. 
Il est aussi impliqué dans les politiques culturelles depuis 2015, notamment au sein de la fédération Grands Formats. Il en est le président depuis 2022. 

### Récompenses
Il a remporté plusieurs prix dans le cadre de ses projets : 
- 1er prix de groupe avec le Alexandre Herer Trio au tremplin Jazz de Poitiers en 2006

- 1er prix de groupe avec le Alexandre Herer Trio au tremplin Jazz à Vannes en 2007
- 1er prix de groupe avec OXYD au tremplin Rezzo de Jazz à Vienne en 2008[15],[16].
- 1er prix de groupe pour le Alexandre Herer Trio au Trophées du Sunside en 2008
- 1er prix de soliste au Trophées du Sunside en 2008

En 2010, il franchit le premier tour du concours de piano jazz Martial Solal.

## Ses formations musicales

### En tant que leader, co-leader, ou sideman
Alexandre Herer évolue au sein de plusieurs formations musicales :   
- Alexandre Herer Nunataq, trio composé de Alexandre Herer (Fender Rhodes), Gaël Petrina (basse) et Pierre Mangeard (batterie)[17].
- OXYD, composé de Alexandre Herer (Rhodes), Olivier Laisney (trompette), Julien Pontvianne (saxophone soprano), Matteo Bortone (basse), Thibault Perriard (batterie)[18].
- Alexandre Herer Trio, composé de Alexandre Herer (Piano), Thibaut Brandalise (Batterie), Oliver Degabriele (Contrebasse)[19].
- Phase 380, un projet et un album construit autour du trio Alexandre Herer (piano), Richard Comte (guitare), Thibaut Brandalise (batterie).
- Magic Malik Fanfare XP, composé de Magic Malik (flûte), Olivier Laisney (trompette), Pascal Mabit (Saxophone alto), Alexandre Herer (Fender Rhodes), Johan Blanc (trombone), Fanny Ménégoz (flûte), Maïlys Maronne (melodica, clavier), Vincent Sauve (batterie), Nicolas Bauer (basse), Jonathan Joubert  (guitare), Kevin Lam (guitare), Daniel Moreau (clavier)[20].
- AUM Grand Ensemble, composé de Julien Pontvianne (clarinette, saxophone tenor, composition), Baptiste Bouquin (direction), Ellen Giacone (voix), Jean-Brice Godet (clarinette, clarinette basse), Antonin-Tri Hoang (clarinette, clarinette basse, saxophone alto), Jozef Dumoulin (piano), Tony Paeleman (synthétiseur), Alexandre Herer (électronique, FX), Richard Comte (guitare), Youen Cadiou, Simon Tailleu (basse), Amélie Grould (percussions), Stéphane Garin (percussions), Julien Loutelier (percussions)[21].
- Ensemble 0, dirigé par Stéphane Garin, avec Julien Pontvianne, Jozef Dumoulin. Le groupe joue notamment la pièce "Femenine"[22] de Julius Eastman, paru sur le label Subrosa.
- Abhra, dirigé par Julien Pontvianne, avec Isabel Sörling, Adèle Viret, Matteo Bortone, Francesco Diodati
- Sonatine, avec Sami Pageaux Waro et Christian Fromentin.

## Discographie

### En tant que leader ou coleader
- 2025 : Alexandre Herer, Bombay Experience avec Manmeet Kaur & B.C.Manjunath, Onze Heures Onze
- 2023 : Magic Malik Fanfare XP3, Onze Heures Onze[23]
- 2023 : Julien Pontvianne "Abhra", Seven Poems on Water, Onze Heures Onze[24]
- 2022 : Alexandre Herer, Nunataq2, Onze Heures Onze[25]
- 2021 : Magic Malik Fanfare XP2, Onze Heures Onze[26]
- 2020 : Alexandre Herer, Nunataq, Onze Heures Onze[27]
- 2019 : OXYD, The Lost Animals, Onze Heures Onze[28]
- 2018 : Onze Heures Onze Orchestra, Vol. 2, Onze Heures Onze[29]   (featuring Alban Darche, Magic Malik, Stéphane Payen, Denis Guivarc'h, Julien Pontvianne, Olivier Laisney, Michel Massot, Johan Blanc, Thibault Perriard, Franck Vaillant, Florent Nisse, Joachim Govin)
- 2018 : Magic Malik Fanfare XP, Onze Heures Onze[30]
- 2017 : Onze Heures Onze Orchestra, Vol. 1, Onze Heures Onze[31] (featuring Alban Darche, Magic Malik, Stéphane Payen, Denis Guivarc'h, Julien Pontvianne, Olivier Laisney, Michel Massot, Johan Blanc, Thibault Perriard, Franck Vaillant, Florent Nisse, Joachim Govin)
- 2016 : OXYD, Long now, Onze Heures Onze
- 2016 : Alexandre Herer feat Thibault Perriard, Les Rêves du Plongeur, Onze Heures Onze
- 2015 : Alexandre Herer, Audiometry, Onze Heures Onze[32]
- 2012 : OXYD, Plasticity, Onze Heures Onze[33]
- 2012 : Alexandre Herer Trio, Holophonic, Onze Heures Onze[34]
- 2011 : OXYD, Oblivious, Juste une Trace[35]
- 2009 : OXYD, Onze Heures Onze, autoproduction[36]
- 2009 : Phase 380, Phase380, autoproduction

### En tant que sideman
- 2018 : AUM Grand Ensemble, You've never listen to the win, Onze Heures Onze[37]
- 2016 : Julien Pontvianne, Abhra, Onze Heures Onze[38]